# Académie brésilienne des lettres
Pour les articles homonymes, voir ABL.
L'Académie brésilienne des lettres ou ABL est la principale institution linguistique et littéraire du Brésil. Elle siège à Rio de Janeiro depuis le 20 juillet 1897.

## Histoire
À la fin du XIXe siècle, quelques auteurs et intellectuels brésiliens éprouvèrent le désir de créer une Académie nationale, sur le modèle de l'Académie française.
L'initiative fut prise par Lúcio de Mendonça (pt), et fut concrétisée par des réunions préparatoires qui se sont tenues le 15 décembre 1896, sous la présidence de Machado de Assis (élu par acclamation), dans les locaux de la rédaction de Revista brésilienne.
Ces réunions ont permis d'approuver les statuts de l'Académie brésilienne de lettres le 28 janvier 1897 et d'arrêter la liste des 40 membres fondateurs. La session inaugurale se tint le 20 juillet de la même année, dans un immeuble du centre de Rio de Janeiro.
L'Académie, qui ne possédait pas de ressources financières, fut itinérante jusqu'en 1904, date à laquelle elle s'installa dans une partie d'un immeuble gouvernemental de Rio qui abritait d'autres institutions culturelles.
En 1923, grâce à l'initiative de son président, Afrânio Peixoto (pt), et de l'ambassadeur de France Raymond Conty, le gouvernement français lui céda l'immeuble du Pavillon français, réplique du Petit Trianon de Versailles construit pour l'exposition du centenaire de l'indépendance du Brésil de 1922.
Ces installations sont répertoriées depuis le 9 novembre 1987 par l'Institut d'État du patrimoine culturel (pt) (INEPAC) du Secrétariat municipal de la Culture Rio de Janeiro. Leurs salons sont toujours ouverts aujourd'hui, abritant les réunions régulières, les sessions commémoratives solennelles, les sessions de réception des nouveaux académiciens, ainsi que le traditionnel thé du jeudi. Elles peuvent être visitées par le public  ou dans le cadre de programmes culturels, de concerts de musique de chambre, lors du lancement de livres dont les membres sont les auteurs, lors de cycles de conférences et de représentation de pièces de théâtre.

## Caractéristiques

### Membres
Le statut de l'Académie brésilienne des lettres est calqué sur celui de l'Académie française. Elle comporte quarante « membres effectifs », élus à titre viager et surnommés les « immortels », auxquels il faut ajouter vingt membres « correspondants étrangers ». Pour devenir membre, il faut être né brésilien, et avoir publié des œuvres au mérite reconnu, quel qu'en soit le genre.
Lorsqu'un académicien décède, le fauteuil est déclaré vacant et les candidats ont un mois pour se signaler au Président. L'élection, à bulletin secret, a lieu trois mois après la déclaration de la vacance. L'uniforme, là encore inspiré de celui des académiciens français (vert foncé, brodé d'or, accompagné d'un chapeau de velours noir) est offert au nouveau membre par l'État de la Fédération brésilienne dont il est originaire. Lors de la séance de réception, le nouvel occupant du siège fait l'éloge de ses prédécesseurs, avant de recevoir le collier, le diplôme et l'épée. Puis un autre académicien prononce le discours de réception où il fait l'éloge du nouvel immortel.
Institution originellement masculine, l'Académie a élu une première femme le 4 novembre 1977, en la personne de Rachel de Queiroz, pour qui fut dessinée une version féminine du costume.

### Président
Le président est élu annuellement par les académiciens.
Le premier Président, Machado de Assis, fut gratifié du titre honorifique de Président perpétuel.
La charge est en principe remise en jeu annuellement, contrairement à la présidence de l'Académie française. Cependant, le président sortant a le droit de se représenter indéfiniment. Austregésilo de Athayde usa de cette possibilité en parvenant à rester président près de 34 ans (1959-1993)! Ses successeurs ont abandonné cet état d'esprit et sont revenus au principe d'une présidence tournante.

### Protecteurs des chaises
L'une des spécificités de l'Académie brésilienne, par rapport à son modèle français, est l'institution des « protecteurs » (en portugais : patron). Les premiers membres ont voulu rendre hommage à de grands écrivains brésiliens disparus en en faisant les « protecteurs » de leurs fauteuils. Ce système de patronage littéraire a été par la suite étendu aux vingt sièges réservés aux « correspondants étrangers ». Malgré tout, certains grands noms ont été oubliés, et les choix initiaux ont parfois accordé cet honneur à des écrivains aujourd'hui considérés comme secondaires, voire totalement oubliés.

### Les activités
L'institution s'est attribué comme tâche essentielle la défense de la langue et de la littérature nationale. Ainsi, la « Casa de Machado de Assis » publie dans sa revue des œuvres rédigées par les académiciens, et s'engage à préparer le dictionnaire de langue, après s'être occupé de l'organisation du Vocabulaire orthographique de la langue portugaise.

## Membres, passés et présents
| Chaire | Fondateur                   | Successeurs |
| 1      | Luís Murat                  | Afonso d'Escragnolle Taunay►Ivan Lins►Bernardo Elias►Evandro Lins e Silva►Ana Maria Machado                                                                   |
| 2      | Coelho Neto                 | João Neves da Fontoura►Guimarães Rosa►Mário Palmério►Tarcísio Padilha                                                                                         |
| 3      | Filinto de Almeida          | Roberto Simonsen►Aníbal Freire da Fonseca►Herberto Sales►Carlos Heitor Cony                                                                                   |
| 4      | Aluísio Azevedo             | Alcides Maia►Vianna Moog►Carlos Nejar |
| 5      | Raimundo Correia            | Oswaldo Cruz►Aloísio de Castro►Candido Motta Filho►Rachel de Queiroz►José Murilo de Carvalho                                                                  |
| 6      | Teixeira de Melo            | Artur Jaceguai►Goulart de Andrade►Barbosa Lima Sobrinho►Raimundo Faoro►Cícero Sandroni                                                                        |
| 7      | Valentim Magalhães          | Euclides da Cunha►Afrânio Peixoto►Afonso Pena Júnior►Hermes Lima►Pontes de Miranda►Dinah Silveira de Queiroz►Sérgio Corrêa da Costa►Nelson Pereira dos Santos |
| 8      | Alberto de Oliveira         | Francisco José de Oliveira Viana►Austregésilo de Athayde►Antônio Callado►Antonio Olinto►Cleonice Berardinelli                                                 |
| 9      | Carlos Magalhães de Azevedo | Marques Rebelo►Carlos Chagas Filho►Alberto da Costa e Silva                                                                                                   |
| 10     | Ruy Barbosa de Oliveira     | Laudelino Freire►Osvaldo Orico►Orígenes Lessa►Lêdo Ivo |
| 11     | Lúcio de Mendonça           | Pedro Lessa►Eduardo Ramos►João Luís Alves►Adelmar Tavares►Deolindo Couto►Darcy Ribeiro►Celso Furtado►Helio Jaguaribe                                          |
| 12     | Urbano Duarte               | Antônio Augusto de Lima►Vítor Viana►José Carlos de Macedo Soares►Abgar Renault►Dom Lucas Moreira Neves►Alfredo Bosi                                           |
| 13     | Visconde de Taunay          | Francisco de Castro►Martins Júnior►Sousa Bandeira►Hélio Lobo►Augusto Meyer►Francisco de Assis Barbosa►Sérgio Paulo Rouanet                                    |
| 14     | Clóvis Beviláqua            | Carneiro Leão►Fernando de Azevedo►Miguel Reale►Celso Lafer |
| 15     | Olavo Bilac                 | Amadeu Amaral►Guilherme de Almeida►Odylo Costa Filho►Dom Marcos Barbosa►Fernando Bastos de Ávila                                                              |
| 16     | Araripe Júnior              | Félix Pacheco►Pedro Calmon►Lygia Fagundes Telles |
| 17     | Sílvio Romero               | Osório Duque-Estrada►Roquette-Pinto►Álvaro Lins►Antônio Houaiss►Affonso Arinos de Melo Franco                                                                 |
| 18     | José Veríssimo              | Barão Homem de Melo►Alberto Faria►Luís Carlos►Pereira da Silva►Peregrino Júnior►Arnaldo Niskier                                                               |
| 19     | Alcindo Guanabara           | Dom Silvério Gomes Pimenta►Gustavo Barroso►Silva Melo►Américo Jacobina Lacombe►Marcos Almir Madeira►Antonio Carlos Secchin                                    |
| 20     | Salvador de Mendonça        | Emílio de Meneses►Humberto de Campos►Múcio Leão►Aurélio de Lira Tavares►Murilo Melo Filho                                                                     |
| 21     | José do Patrocínio          | Mário de Alencar►Olegário Mariano►Álvaro Moreyra►Adonias Filho►Dias Gomes►Roberto Campos►Paulo Coelho                                                         |
| 22     | Medeiros e Albuquerque      | Miguel Osório de Almeida►Luís Viana fils►Ivo Pitanguy |
| 23     | Machado de Assis            | Lafayette Rodrigues Pereira►Alfredo Pujol►Otávio Mangabeira►Jorge Amado►Zélia Gattai                                                                          |
| 24     | Garcia Redondo              | Luís Guimarães Filho►Manuel Bandeira►Cyro dos Anjos►Sábato Magaldi                                                                                            |
| 25     | Franklin Dória              | Artur Orlando da Silva►Ataulfo de Paiva►José Lins do Rego►Afonso Arinos de Melo Franco►Alberto Venâncio Filho                                                 |
| 26     | Guimarães Passos            | Paulo Barreto►Constâncio Alves►Gilberto Amado►Mauro Mota►Marcos Vilaça                                                                                        |
| 27     | Joaquim Nabuco              | Emídio Dantas Barreto►Gregório da Fonseca►Levi Carneiro►Otávio de Faria►Eduardo Portela                                                                       |
| 28     | Inglês de Sousa             | Xavier Marques►Menotti Del Picchia►Oscar Dias Corrêa►Domício Filho Proença                                                                                    |
| 29     | Artur Azevedo               | Vicente de Carvalho►Cláudio de Sousa►Josué Montello►José Mindlin►Geraldo Holanda Cavalcanti                                                                   |
| 30     | Pedro Rabelo                | Heráclito Graça►Antônio Austregésilo►Aurélio Buarque de Holanda Ferreira►Nélida Piñon                                                                         |
| 31     | Luís Guimarães Júnior       | João Ribeiro►Paulo Setúbal►Cassiano Ricardo►José Cândido de Carvalho►Geraldo Franca de Lima►Moacyr Scliar                                                     |
| 32     | Carlos de Laet              | Ramiz Galvão►Viriato Correia►Joraci Camargo►Genolino Amado►Ariano Suassuna                                                                                    |
| 33     | Domício da Gama             | Fernando Magalhães►Luís Edmundo►Afrânio Coutinho►Evanildo Cavalcante Bechara                                                                                  |
| 34     | Pereira da Silva            | Barão do Rio Branco►Lauro Müller►Dom Aquino Correia►Magalhães Júnior►Carlos Castelo Branco►João Ubaldo Ribeiro                                                |
| 35     | Rodrigo Octavio             | Rodrigo Octavio Filho►José Honório Rodrigues►Celso Cunha►Cândido Mendes                                                                                       |
| 36     | Afonso Celso                | Clementino Fraga►Paulo Carneiro►José Guilherme Merquior►João de Scantimburgo                                                                                  |
| 37     | Silva Ramos                 | Alcântara Machado►Getúlio Vargas►Assis Chateaubriand►João Cabral de Melo Neto►Ivan Junqueira                                                                  |
| 38     | Graça Aranha                | Santos Dumont►Celso Vieira►Maurício de Medeiros►José Américo de Almeida►José Sarney                                                                           |
| 39     | Oliveira Lima               | Alberto de Faria►Rocha Pombo►Rodolfo Garcia►Elmano Cardim►Otto Lara Rezende►Roberto Marinho►Marco Maciel                                                      |
| 40     | Eduardo Prado               | Afonso Arinos►Miguel Couto►Alceu Amoroso Lima►Evaristo de Moraes Filho                                                                                        |